# Кибер, Вальтер
Вальтер Кибер (нем. Walter Kieber, 20 февраля 1931, Фельдкирх, Австрия — 21 июня 2014, Вадуц, Лихтенштейн) — лихтенштейнский государственный деятель, премьер-министр Лихтенштейна (1974—1978).

## Биография
В 1954 году окончил юридический факультет университета Инсбрука, получив докторскую степень. В 1955—1959 годах работал адвокатом в Вадуце.
- В 1959—1965 годах — начальник Юридического департамента правительства,
- В 1965—1969 годах — руководитель аппарата правительства,
- В 1969—1970 годах — генеральный секретарь правительства Лихтенштейна,
- В 1970—1974 годах — заместитель премьер-министра, одновременно в 1970—1980 годах — министр юстиции,
- В 1974—1978 годах — премьер-министр Лихтенштейна.

После ухода в отставку работал адвокатом в фирме Kieber & Nuener Attorneys-at-law.
В 1989—1998 годах — президент Ассоциации адвокатов Лихтенштейна.
Умер 21 июня 2014 года в возрасте 83 лет.